# الميكانيكي: القيامة
الميكانيكي: القيامة (بالإنجليزية: Mechanic: Resurrection)‏ هو فيلم حركة وإثارة تم إنتاجه في الولايات المتحدة. صدر في 26 أغسطس 2016. الفيلم من إخراج دينس غانزل من بطولة جيسون ستاثام وتومي لي جونز وجيسيكا ألبا وميشيل يوه. القصة: بطل الفم أرثر بيشوب بعما دهب إلى حجرته في التيلوند قالت له مي بان الفتات جينا قد تتعنف من طرف زوجها دهب عندها أرثر بيشوب وتصارع مع زوجها واخدها مع وبعد ان أصبحت أكثر من صديقته أصبحت كزوجته، وفي يوم من الأيام اختطفوها إحدى العصابة وقلوا لآرثر بيشوب إذا أردت صديقتك عليك بقتل ثلاث رجال (الأول متواجد في اخطر السجون)خطط أرثر ثم التحق به في السجن وقتله خنقا ثم هرب من السجن، و (الرجل الثاني غني) كذالك خطط له أرثر وقتله، ثم الرجل الثالث (متواجد في إحدى منزله له حراسة عالية وقوية) خطط له ولم يقتله لان أرثر اتفق معه بان يعمل نفس كما لو قتله. وفي الأخير لم تريد له العصابة صديقته ولكن قاتل وفي الأخير أصبح معها.

## الأدوار
- جيسون ستاثام بدور آرثر بيشوب
- تومي لي جونز بدور ماكس آدامز
- جيسيكا ألبا بدور جينا
- ميشيل يوه بدور مي.

## الإنتاج
بدأ تصوير الفيلم في 4 نوفمبر 2014 في بانكوك، تايلند، كما تم التصوير في كل من بلغاريا والبرازيل وسيدني، أستراليا.

## روابط خارجية
- الميكانيكي: القيامة على موقع IMDb (الإنجليزية)
- الميكانيكي: القيامة على موقع ميتاكريتيك (الإنجليزية)
- الميكانيكي: القيامة على موقع روتن توميتوز (الإنجليزية)
- الميكانيكي: القيامة على موقع نتفليكس (الإنجليزية)
- الميكانيكي: القيامة على موقع قاعدة بيانات الأفلام العربية
- الميكانيكي: القيامة على موقع ألو سيني (الفرنسية)
- الميكانيكي: القيامة على موقع Turner Classic Movies (الإنجليزية)
- الميكانيكي: القيامة على موقع أول موفي (الإنجليزية)
- الميكانيكي: القيامة على موقع بوكس أوفيس موجو (الإنجليزية)
- الميكانيكي: القيامة على موقع فيلمافينيتي (الإسبانية)